# Házasodik a motolla
A Házasodik a motolla szlovák népdal. Kodály Zoltán gyűjtötte Pereszlényben. Szövegét Raics István fordította magyarra.
Feldolgozás:
| Szerző          | Mire          | Mű                        |
| --------------- | ------------- | ------------------------- |
| Szőnyi Erzsébet | gyermekkar    | 33 könnyű kórus, 2. dal   |
| Bárdos Lajos    | ének, zongora | Pianoforte II., 15. kotta |

## Kotta és dallam
| 𝄆 Házasodik a motolla, 𝄇-la-la 𝄆 rátalált a piszka fára-ra-ra 𝄇.               | 𝄆 Rokonságát összehívja 𝄇-ja-ja, 𝄆 a vén baglyot csak kihagyja-ja-ja 𝄇.      | 𝄆 Hogy a bagoly ezt meghallja 𝄇-ja-ja, 𝄆 szalad a lakodalomba-ba-ba 𝄇.           |
| 𝄆 Asztal szélén tollászkodik 𝄇-dik-dik, 𝄆 maga módján hangoskodik-dik-dik 𝄇.   | 𝄆 A kemence oldalába 𝄇-ba-ba, 𝄆 úgy kornyikál, minta páva-va-va 𝄇.           | 𝄆 Egy kis ugri-bugri veréb 𝄇-réb-réb 𝄆 letapossa körme hegyét-gyét-gyét 𝄇.       |
| 𝄆 Félre innen, buta veréb 𝄇-réb-réb, 𝄆 ne taposd le körmöm hegyét-gyét-gyét 𝄇. | 𝄆 Ha vendékek nem volnának 𝄇-nak-nak, 𝄆 összetörném csontocskádat-dat-dat 𝄇. | 𝄆 Köszönd meg hát szépen nekik 𝄇-kik-kik, 𝄆 ha most bántásod nem esik-sik-sik 𝄇. |

A motolla a megfont fonal lemérésére és motringba tekerésére használatos eszköz.

## Felvételek
- Házasodik a motolla (magyar népdal) (sic!). KerekMese  YouTube (2014. december 29.)  (Hozzáférés: 2016. szeptember 19.) (videó)
- Házasodik a motolla. Hangraforgó együttes  Youtube (2011. április 11.)  (Hozzáférés: 2016. szeptember 19.) (videó)
- Házasodik a motolla (szlovák). Mikó István, Radványi Balázs, Eszményi Viktória, Péterdi Péter  YouTube (1990. június 28.)  (Hozzáférés: 2016. szeptember 19.) (audió)